# Подсосено
Подсосено — деревня в Малоярославецком муниципальном районе Калужской области. Входит в сельское поселение «Село Ильинское».

## География
Находится у реки Выпрейка, рядом деревни — Башкировка и Вихляево.

## История
В 1782-м году Подсосенье — сельцо Малоярославецкого уезда Калужского наместничества, на овраге Подсосенский, многих владельцев.

## Население
| 2002 | 2010 |
| ---- | ---- |
| 12   | ↘6   |